# جامعة فسا للعلوم الطبية
جامعة فسا للعلوم الطبية (بالفارسيه: دانشگاه علوم پزشکی فسا) هي جامعة حكومية تابعة لوزارة الصحة والتعليم الطبي وتقع في فسا في إيران. هذه الجامعة هي ثالث أفضل جامعة طبية في محافظة فارس. جامعة فسا للعلوم الطبية مكونة من أربع كليات، ومركز البحوث واثنين من المستشفيات التعليمية الدكتور شريعتي وحضرة Valiasr مع أكثر من 424 أسرة المستشفيات وتوفير الخدمات للشعب من فسا. إذا تم افتتاح مستشفى الإمام الحسين بسعة 160 سريراً، فإن سعة سرير المستشفى في فسا ستصل إلى 560 سريراً. .

## تاريخ الجامعة
في عام 1977، بدأت كلية الطب فاسة العمل تحت إشراف جامعة شيراز للعلوم الطبية، لكن نشاطها توقف مع الثورة الإسلامية. بدأت هذه الكلية العمل مرة أخرى في عام 1986 وفي عام 1996 أصبحت وحدة مستقلة تحت اسم كلية فسا للعلوم الطبية التابعة لوزارة الصحة. في عام 2007، تم ترقية جامعة فسا للعلوم الطبية إلى جامعة فسا للعلوم الطبية.
حصلت هذه الجامعة على المرتبة الأولى في مهرجان الرازي للعلوم الطبية للعام السادس على التوالي من قبل لجنة أبحاث الطلاب في جامعات البلاد والمرتبة الأولى في نمو تقييم ويبوميتركس العالمي للجامعات بين الجامعات الطبية في البلاد.

## كليات الجامعة
| ردیف | رشته            | مقطع          |
| ۱    | بیوشیمی         | کارشناسی ارشد |
| ۲    | فیزیولوژی       | کارشناسی ارشد |
| ۳    | پزشکی           | دکترای حرفه‌ای |
| ۴    | اطفال           | دستیاری تخصصی |
| ۵    | بیماری‌های داخلی | دستیاری تخصصی |
| ۶    | رادیولوژی       | دستیاری تخصصی |

| ردیف | رشته            | مقطع     |
| ۱    | علوم آزمایشگاهی | کارشناسی |

| ردیف | رشته                | مقطع          |
| ۱    | پرستاری             | کارشناسی      |
| ۲    | تکنولوژی اتاق عمل   | کارشناسی      |
| ۳    | هوشبری              | کارشناسی      |
| ۴    | پرستاری داخلی-جراحی | کارشناسی ارشد |

| ردیف | رشته                      | مقطع          |
| ۱    | بهداشت عمومی              | کارشناسی      |
| ۲    | بهداشت و ایمنی مواد غذایی | کارشناسی ارشد |

## المستشفيات

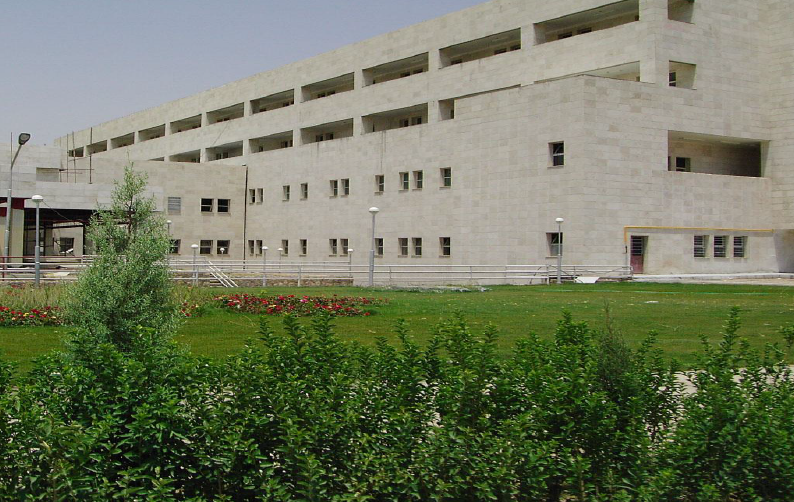
مستشفى حضرة ولي العصر

### مستشفى ولي العصر
مستشفى حضرة ولي العصر هو مستشفى تعليمي - علاجي في فسا جنوب محافظة فارس، تحت رعاية جامعة فاس للعلوم الطبية، وقد تم بناؤه عام 2007 بتكلفة 130 مليار ريال على أرض مساحتها 69 هكتاراً بقاعدة من 24000 متر مربع. تمت الموافقة على مسشتفى ولي العصر بـ 251 سريرًا و 322 سريرًا، مع أقسام للقلب، والطب الباطني، وطب الأطفال، والجراحة، والتوليد، والطوارئ، والمختبر، والأشعة، والعلاج الطبيعي، وتصوير الأوعية، والموجات فوق الصوتية، والأشعة المقطعية، ووحدة العناية المركزة، وكسارة الصخور في وحدة العناية المركزة. . . والعيادات التخصصية والفرعية.

### مستشفى الدكتور على شريعتي
مستشفى الدكتور شريعتي هو مستشفى تعليمي وطبّي يقع في مدينة فاس بمحافظة فارس، تابع لجامعة فاس للعلوم الطبية بسعة 102 سريرًا نشطًا، وقد تم تأسيسه عام 1973.
أجنحة الاقسام في هذا المستشفى هي: الأمراض المعدية والأعصاب والطب النفسي والطوارئ والأورام

### مركز فحص السرطان في مستشفى ولي العصر
وقال رئيس جامعة فسا للعلوم الطبية: «تم افتتاح مركز الكشف المبكر والفحص عن السرطان في فسا بالتزامن مع افتتاح 74 مركزًا آخر في جميع أنحاء البلاد من خلال مؤتمرات الفيديو في هذه المدينة».
وقال علي أصغر خالقي لوكالة أنباء الجمهورية الإسلامية الإيرانية (إرنا) يوم الأحد: «هذا المركز أقيم على أرض مساحتها ألف متر مربع وبتكلفة تزيد عن 15 مليار ريال في مستشفى ولي العصر في فاس». وأضاف: «هذا المركز مجهز بأجهزة التصوير الشعاعي للثدي، والمناظير، والموجات فوق الصوتية، وتنظير القولون، وبالإضافة إلى مدينة فاس، يمكن للمدن الشرقية في محافظة فارس الاستفادة من مرافق هذا المركز». وأضاف خالقي: الثدي والجلد والمعدة والقولون والمثانة وسرطان البروستات وسرطان شيوعا في مدينة فسا، ولكن من خلال تزويد هذا المركز وكذلك ممكن، يمكننا تشخيص ومنع الناس من الحصول على هذا المرض اتخاذ خطوات أكثر فعالية 

## مركز البحوث
تأسس مركز أبحاث الأمراض غير المعدية في نوفمبر 2014. نشاط هذا المركز هو في مجال تحديد عوامل الخطر للأمراض والاضطرابات النفسية أحد الأهداف الرئيسية للباحثين في مركز دراسة الشباب.

## الروابط الخارجية
- موقع جامعة فسا للعلوم الطبية نسخة محفوظة 6 نوفمبر 2019 على موقع واي باك مشين.